# Luciano Gottardo
Luciano Gottardo, italijanski general, * 1940, Padova.
Med letoma 2004 in 2006 je bil poveljujoči general Korpusa karabinjerjev.